# Attentat de Kutna Hora
 (mai 2025).
L’attentat de Kutná Hora, également connu sous le nom de assassinat de Racek Kobyla, est un événement violent survenu le 2 février 1416 à Kutná Hora, dans le Royaume de Bohême. Lors de cet attentat, Racek Kobyla de Dvorce, un noble et fervent partisan du mouvement hussite, ainsi que ses 12 compagnons, sont assassinés dans une auberge par une foule de mineurs, principalement allemands et catholiques, incités par des prêtres, notamment le prédicateur Heřman. Cet acte reflète les tensions religieuses croissantes entre les hussites, partisans des réformes de Jan Hus, et les catholiques, dans un contexte de luttes politiques et sociales en Bohême.
Cet attentat est considéré comme un prélude aux guerres hussites, qui éclatent en 1419 après l'exécution de Jan Hus en 1415, et illustre la violence croissante contre les partisans de la réforme religieuse.

## Contexte
Au début du XVe siècle, le Royaume de Bohême est marqué par des tensions religieuses et politiques exacerbées par le mouvement hussite, inspiré par Jan Hus. Après l'exécution de Hus en 1415 au concile de Constance, ses partisans, les hussites, gagnent en influence, provoquant l'hostilité de l'Église catholique et des communautés catholiques, notamment les Allemands de Bohême. Kutná Hora, un centre minier prospère grâce à ses mines d'argent, est une ville stratégique où cohabitent Tchèques et Allemands, ces derniers étant majoritairement catholiques et opposés aux réformes hussites.
Racek Kobyla de Dvorce, burgrave de Vyšehrad et fidèle du roi Venceslas IV, est un noble connu pour son soutien aux hussites. En 1416, il est envoyé à Kutná Hora, accompagné de Bořita de Ostředek et de 12 compagnons, pour négocier avec les consuls de la ville ou collecter des taxes au nom du roi. Sa réputation de hussite et ses actions antérieures contre le clergé catholique, notamment en 1411 lorsqu'il confisqua des biens ecclésiastiques, en font une cible pour les catholiques.

## Déroulement de l'attentat
Le soir du 2 février 1416, jour de la Chandeleur ("Hromnice"), Racek Kobyla et ses compagnons séjournent dans une auberge à Kutná Hora. Une rumeur se répand parmi les habitants et mineurs, majoritairement allemands, selon laquelle Kobyla est venu piller les églises locales, notamment celle de l'Église Sainte-Barbe de Kutná Hora, pour collecter des fonds sur le clergé. Incités par des prêtres catholiques, en particulier le prédicateur Heřman, les mineurs se rassemblent en une foule furieuse,.
La foule envahit l'auberge, attaque Kobyla et ses 12 compagnons, les massacre à l'aide d'armes blanches, découpe leurs corps en morceaux et les jette dans la rue. Les assaillants, dans un état de fureur, piétinent les cadavres avant de se rendre, chantant joyeusement, chez les prêtres pour recevoir des félicitations. Seul Bořita de Ostředek échappe à la mort en se cachant dans un lieu malodorant, probablement une latrine.
« Ils les attaquèrent dans la maison où ils séjournaient, coupèrent leurs corps en morceaux et les jetèrent dans la rue, où ils les piétinèrent ensuite avec colère et, en chantant des chants joyeux, se rendirent en foule à la maison des prêtres pour être loués pour ce qu'ils avaient fait à leur demande. »

## Conséquences
L'assassinat de Racek Kobyla provoque la colère du roi Venceslas IV, qui envisage une expédition punitive contre Kutná Hora. Cependant, les consuls de la ville apaisent son courroux en lui offrant de généreux dons en argent et en faisant exécuter deux mineurs, présentés comme responsables, pour "purger" la faute de la communauté,. Les domaines de Kobyla sont transmis à sa veuve, Anna d'Úlibic, et ses enfants sont placés sous la garde de chevaliers.
Cet événement exacerbe les tensions religieuses en Bohême et préfigure les violences systématiques contre les hussites, qui s'intensifient à partir de 1419 avec les guerres hussites. À Kutná Hora, les catholiques, soutenus par des figures comme Petr Konopištský et Mikš Divoký, organisent des chasses aux hussites, jetant leurs victimes dans des puits de mine, notamment près de l'église Saint-Martin, surnommée "Tábor" en raison du grand nombre de victimes.

## Historiographie
Les sources sur l'attentat, principalement des chroniques tchèques et des récits postérieurs, convergent sur les faits essentiels, mais manquent de détails précis sur l'organisation de l'attaque ou l'identité exacte des instigateurs, hormis le prédicateur Heřman. Une invective latine de 1416, attribuée à un auteur tchèque, désigne Heřman comme l'instigateur intellectuel du massacre. Les chroniques soulignent le rôle des mineurs allemands et l'opposition religieuse, mais les motivations économiques (peur du pillage des richesses de la ville) sont également mentionnées.
L'événement est moins documenté que les grandes batailles des guerres hussites, mais il est reconnu comme un indicateur des tensions préalables au conflit. Des recherches dans des archives tchèques ou des études académiques pourraient fournir des informations supplémentaires.